# Il mio blu
Il mio blu è il quindicesimo album in studio della cantautrice italiana Grazia Di Michele, pubblicato nel 2015.

## Descrizione
Interamente scritto dalla cantautrice, si avvale della collaborazione di Raffaele Petrangeli (coautore di alcuni testi), Paolo di Sabatino (arrangiatore e autore di alcune musiche), Lucio Fabbri, Mario Venuti, Antonio Galbiati e Mauro Coruzzi.

## Tracce
1. Colori 4:02
2. Il mio blu 3:36
3. Paolo e Francesca 4:07
4. Come dondola 2:51
5. Se questo è amore 3:40
6. Notturna 3:16
7. Rumba Indigo 2:44
8. Io sono una finestra (con Mauro Coruzzi) (Sanremo 2015) 3:24
9. Nuvola 3:35
10. L'Amore è uno sbaglio (feat. Mario Venuti) 3:18
11. Nel mio infinito 2:27
12. Le ragazze di Gauguin 3:52
13. Bianco 3:25